# Marcel Gleffe
Marcel Gleffe (* 30. Mai 1979 in Teterow) ist ein seit 2009 in Norwegen arbeitender Deutscher, der 2011 beim Attentat auf der Insel Utøya mehr als zwanzig Menschen das Leben rettete und in Deutschland als „Retter von Utøya“ Bekanntheit erlangte.
Der Dachdecker Gleffe absolvierte von März 1999 bis Ende Juli 2000 seinen Grundwehrdienst bei der Heeresflugabwehrtruppe. Den Wehrdienst verlängerte er für die Teilnahme an einem Auslandseinsatz im Kosovo. Er verließ die Bundeswehr als Hauptgefreiter der Reserve. Seit 2008 lebt er in Siggerud in Norwegen.
Zum Zeitpunkt des Anschlags befand sich Gleffe auf dem Campingplatz von Utvika, um dort gemeinsam mit seinen Eltern und einem Cousin Urlaub zu machen. Aufgeschreckt durch die Schüsse auf der ca. 200 Meter entfernten Insel Utøya eilten sie gemeinsam zum Ufer und sahen mehrere Menschen, die um Hilfe riefen und ins Wasser sprangen, um von der Insel zu flüchten. Gleffe fuhr mit seinem gemieteten Motorboot mehrmals in Richtung der Insel und rettete mindestens 20 Jugendliche aus dem Wasser.
Die Spezialeinheit Beredskapstroppen traf erst rund eine Stunde später ein und stellte den Attentäter auf der Insel.

## Ehrungen
Für seine entschlossene Hilfe wurde Gleffe am 27. September 2011 vom Verband der Reservisten der Deutschen Bundeswehr mit dem Ehrenabzeichen in Gold ausgezeichnet. Einen Tag später erhielt er den Medienpreis Goldene Henne und am 4. Oktober 2011 das Verdienstkreuz 1. Klasse der Bundesrepublik Deutschland, obwohl laut Ordensstatut in der Regel als Erstauszeichnung höchstens die zweitniedrigste Form, das Bundesverdienstkreuz am Bande, verliehen wird und an Personen unter 40 Jahren nur die niedrigste Stufe des Bundesverdienstkreuzes, die Verdienstmedaille.
Am 14. Oktober wurde ihm in Berlin eine Sonderausführung des XY-Preises für Zivilcourage verliehen. Im Dezember 2011 wurde Gleffe mit dem Ludwig-Beck-Preis für Zivilcourage der Stadt Wiesbaden geehrt. Am 15. Juni 2012 wurde Gleffe zusammen mit 19 weiteren Personen, die in Utøya Menschenleben retteten, mit dem norwegischen Verdienstorden Medaljen for edel dåd (Medaille für Heldentaten) in Silber ausgezeichnet.